# Cycle-Collstrop
Cycle-Collstrop was een continentale wielerploeg, en was de opvolger van het Unibet.com-team, waarvan de sponsor zich terugtrok na het seizoen 2007. De hoofdsponsor, Collstrop, is een Belgische producent van houtproducten (tuinmeubelen, parket e.d.) uit Waregem met een lange traditie in de wielersponsoring. Cycle-Collstrop was een Professional Continental Team maar is deze licentie na het seizoen van 2009 verloren.
De ploeg begon het seizoen 2008 met een Zweedse licentie, maar stapte in het voorjaar over op een Nederlandse. De rechtspersoon van de ploeg, 'Cycle BV' uit St. Willebrord, is eigendom van Jacques Hanegraaf. De ploeg had een Belgische leiding, met manager Christoph Roodhooft en sportdirecteur Hilaire Van der Schueren.

## Ploeg 2008
| Naam                   | Geboortedatum    | Nationaliteit | Ploeg 2007        |
| ---------------------- | ---------------- | ------------- | ----------------- |
| Borut Božič            | 8 augustus 1980  | Slovenië      | Team LPR          |
| Tom Criel              | 6 juni 1983      | België        | Unibet.com        |
| Bas Giling             | 11 april 1982    | Nederland     | Team Wiesenhof    |
| Michał Gołaś           | 29 april 1984    | Polen         | Unibet.com        |
| Sergej Kolesnikov      | 9 maart 1986     | Rusland       | Unibet.com        |
| David Kopp             | 1 mei 1979       | Duitsland     | Team Gerolsteiner |
| Sergej Lagoetin        | 14 januari 1981  | Oezbekistan   | Navigators        |
| Marco Marcato          | 2 november 1984  | Italië        | LPR               |
| Lucas Persson          | 16 maart 1984    | Zweden        | Unibet.com        |
| Matthé Pronk           | 7 januari 1974   | Nederland     | Unibet.com        |
| Sergey Rudaskov        | 8 juni 1984      | Rusland       | eerstejaarsprof   |
| Mirko Selvaggi         | 2 november 1985  | Italië        | eerstejaarsprof   |
| Raynold Smith          | 20 november 1985 | Zuid-Afrika   | eerstejaarsprof   |
| Gil Suray              | 29 augustus 1984 | België        | Unibet.com        |
| Kenny Van Der Schueren | 20 juli 1982     | België        | eerstejaarsprof   |
| Troels Ronning Vinther | 24 februari 1987 | Denemarken    | Unibet.com        |
| Steffen Wesemann       | 11 maart 1971    | Zwitserland   | Team Wiesenhof    |

De twee meest bekende renners in de ploeg zijn Steffen Wesemann en David Kopp.
Steffen Wesemann en Bastiaan Giling vervoegden Cycle-Collstrop nadat Pedaltech-Cyclingnews, de ploeg waarvoor zij aanvankelijk hadden gekozen, in financiële moeilijkheden raakte en afhaakte.